# Deponia
Deponia is een point-and-click avonturenspel van Daedalic Entertainment. De Duitstalige release vond plaats op 27 januari 2012. De Engelstalige versie werd beschikbaar op 7 augustus 2012.
Deponia gaat over Rufus, een jongeman met wilde dromen, die van plan is om zijn stad Kuvaq op de planeet Deponia te verlaten om naar Elysium te reizen. Deponia is namelijk een vuilnisbelt. Hoog in de lucht zweeft de mooie stad Elysium, waar het leven fijn en onbezorgd is. Het spel is beschikbaar voor Microsoft Windows, Mac OS en Linux. Deponia is het eerste deel van de Deponia-trilogie. De vervolgen zijn Chaos on Deponia en Goodbye Deponia. Op 1 maart 2016 verscheen nog een vierde spel, Deponia Doomsday, wat door de ontwerpers niet wordt omschreven als een prequel of sequel, maar een "parallelic".

## Spelbesturing
Het spel volgt het principe van een klassiek point-and-click avonturenspel: de speler bestuurt het personage Rufus. Rufus kan conversaties aangaan met andere personages en een inventaris opmaken van objecten die her en der in het spel te vinden zijn. Deze objecten dient met te combineren en te gebruiken om allerhande puzzels op te lossen.

## Personages

### Rufus
Rufus is een prikkelbare egoïst en overtuigd om geboren te zijn voor een hoger doel. Daarom wil hij naar Elysium reizen, waar het leven zoveel beter is dan op Deponia. Hij heeft geen medelijden met anderen en wil zijn fouten niet toegeven. Door zijn egocentrische persoonlijkheid veroorzaakt hij problemen en catastrofes voor iedereen rondom hem. Zijn karakter verandert ietwat nadat hij Goal ontmoet, al lijkt dit eerder schijn te zijn.

### Goal
Goal is een Elysiaans meisje waar Rufus verliefd op wordt. Ze is mooi, aangenaam, slim en heeft een groot hart. Ze ontmoet Rufus op een luchtschip van de Organon, maar beiden vallen kort erna overboord. Om ongekende redenen heeft Goal een hersenimplantaat dat door de val beschadigd geraakt en haar in een soort coma brengt. Rufus dient haar uit de coma te halen, maar door de beschadiging is Goal nu eenvoudig te manipuleren.

### Toni
Toni is de ex-vriendin van Rufus en kan over hem niets goeds zeggen. Ze geniet ervan hoe Rufus telkens faalt in zijn pogingen om Deponia te verlaten.

### Wenzel
Wenzel is de beste vriend van Rufus, of dat is toch wat Rufus denkt. In werkelijkheid is Wenzel enkel in Rufus geïnteresseerd om te kunnen lachen met zijn fouten.

### Gizmo
Gizmo is zowel de politieman, dokter als brandweerman van Kuvaq. Over het algemeen voert hij zijn taken goed uit.

### Organon
De Organon is een militaire groepering die snode plannen heeft voor Deponia en Elysium.

## Verhaal

### Deel 1 - Kuvaq
Het verhaal begint na een korte inleiding op hoe het spel werkt waarin Rufus naar de instructies van Wenzel een puzzel moet uitvoeren.
Het spel start in de slaapkamer van Rufus. Het wordt al snel duidelijk dat hij het dorp Kuvaq wil verlaten en met een soort raket wil reizen naar een van de toegangspoorten van Elysium, hoog in de lucht. De raket valt tijdens de reis uiteen, maar Rufus slaagt er toch in om de toegangspoort te bereiken. Daar ontmoet hij de Elysiaanse Goal, waar zij wordt lastiggevallen door de Organon. Rufus tracht haar te helpen, maar het resultaat is dat beiden gescheiden in Kuvaq belanden. Rufus gaat op zoek naar Goal en vindt haar in een soort van coma. Volgens Gizmo kan ze enkel ontwaken door een speciale koffie te drinken. Nadat Goal ontwaakt, spreekt ze wartaal omwille van een beschadiging aan haar hersenimplantaat. Rufus verneemt dat Goal verloofd is met Cletus, die in Elysium woont, en dat Rufus rijkelijk zal worden beloond wanneer hij Goal terug naar Cletus brengt. Rufus achterhaalt de contactgegevens van Cletus en ze spreken af. Echter wordt Rufus gearresteerd door Gizmo. Hij kan ontsnappen en vlucht naar Wenzel bij wie Goal ondertussen verblijft. Plots staat de Organon voor de deur. Rufus kan met Goal ontsnappen door het huis van Wenzel op te blazen. Daarna vluchten zij een nabijgelegen stort in. Door de ontploffing is Goal terug in een coma geraakt.

### Deel 2 - Stort
In het stort worden Rufus en Goal gescheiden door een ingestorte brug. Rufus kan enkel met Goal verenigd worden door haar met een kraan te verplaatsen. Omdat de kraan defect is, dient Rufus deze eerst te herstellen. Daarvoor moet hij in het stort op zoek gaan naar de nodige attributen. Ook moet Rufus een mijnwagen herstellen en deze van stroom voorzien. Eenmaal dit in orde is, kan hij met de mijnwagen het stort - wat een doolhof blijkt te zijn - verlaten.

### Deel 3 - Lower Ascension Station
Rufus ontmoet Cletus, die Rufus' dubbelganger blijkt te zijn. Hij achterhaalt dat Cletus enkel in Goal is geïnteresseerd omwille van haar hersenimplantaat; deze bevat namelijk de toegangscode die nodig is om terug te keren naar Elysium. Verder blijkt dat Cletus, Goal en de Organon op missie waren om te zien of er nog leven is op Deponia. Cletus en de Organon willen de inwoners van Elysium doen geloven dat dit niet zo is. Daarom willen zij nu bij Goal een geheugenchip inplanten waardoor zij zich niet meer herinnert Deponia te hebben bezocht.

## Herkomst "Deponia" en "Elysium"
Deponia is een afgeleide van het Duitse woord Deponie, wat vuilnisbelt betekent. De planeet Deponia is letterlijk een vuilnisbelt. Elysium is afkomstig van de Duitse (en tevens Nederlandse) begrippen Elysion en Elysium: de plaats van de gelukzaligen.